# Anthidium montanum
Anthidium montanum är en biart som beskrevs av Morawitz 1864. Den ingår i släktet ullbin och familjen buksamlarbin. Inga underarter finns listade i Catalogue of Life.

## Beskrivning
Honan har en bakkropp med helsvart grundfärg, utan några gula markeringar, blekgul behåring på terrgit 1 till 2, samt rödbrun behåring på resten av bakkroppen, närmast fronten med inblandning av blekgula hår. Hennes scopa, hårborsten på buken som används för polleninsamling, är rödgul till färgen. Hanen har även den en bakkropp med svart grundfärg, men med gula tecken. Den bakre änden av bakkroppen, från tergit 5 och bakåt, har sparsam, mörk till gulaktig behåring. Artens kroppslängd varierar från 9 till 13 mm.

## Utbredning
Utbredningsområdet omfattar södra och mellersta Europa (från Spanien norrut till Lichtenstein, Tyskland och Danmark, österut till Ungern, Polen, Ukraina, Kroatien och Krimhalvön, samt vidare österut via Kirgizstan och Kirgizistan till Kina (den autonoma regionen Xinjiang samt provinserna Qinghai, Sichuan och Tibet).

## Ekologi
Arten är ett solitärt (det vill säga icke-samhällsbildade) bi som är specialiserat på ärtväxter som födokälla. Flygtiden varar från mitten av juni till början av augusti. Honan bygger sina larvbon i existerande utrymmen (träsprickor, håligheter i marken och liknande) både över och under jord.